# 中川常太郎
中川 常太郎（なかがわ じょうたろう、1861年11月4日（文久元年10月2日） - 1932年（昭和7年））は、尾張国知多郡長尾村（現・愛知県知多郡武豊町）出身の政治家。武豊村長（1889年-1891年）、武豊町長（1891年-1893年、1912年-1914年）。

## 生涯
文久元年（1861年）、尾張国知多郡長尾村小迎に生まれる。父親は四代目中川文左衛門。長尾村は1878年（明治11年）に大足村と合併して武豊村となった。中川は1889年（明治22年）12月2日に武豊村の村長に就任して町制施行に尽力し、1891年（明治24年）2月に武豊町が発足するとそのまま町長に就任、1893年（明治26年）5月31日まで町長を務めた。1898年（明治31年）9月25日から1901年（明治34年）3月19日までは武豊町会議員の二級議員を務めている。町会議員時代には長成池の造成工事に取り組み、堤防の決壊を恐れて反対していた馬場の住民の説得に成功した。長成池の完成によって灌漑用水が確保でき、この地域の作物の増収につながった。
1912年（大正元年）10月1日から1914年（大正3年）8月5日までは武豊町の名誉職町長を務め、1921年（大正10年）9月25日から1925年（大正15年）8月26日までは再び武豊町会議員を務めた。1919年（大正8年）には帝国火薬（後の日本油脂、現在の日油）の工場を誘致することに成功した。1923年（大正12年）に郡制が廃止された際には、郡制廃止記念として西浦街道の建設に携わった。

## 家族
長男の中川益平も政治家であり、戦後の1947年（昭和22年）から1958年（昭和33年）まで3期にわたって武豊町長を務めた。中川益平は武豊町と富貴村の合併に尽力し、合併後の武豊町において初代町長を務めた。